# Сент-Эндрюсский университет
Сент-Э́ндрюсский университет (англ. University of St Andrews, сокр. St And) — старейший университет в Шотландии, третий по дате основания в Великобритании. Основан между 1410 и 1413 годами в городе Сент-Эндрюс (Сент-Андрус) на берегу Северного моря. Почти половина студентов — иностранцы.

## История
Первыми студентами университета в 1410 году стала группа августинцев шотландского происхождения во главе с приором местного аббатства Джеймсом Бисетом после того, как они покинули Сорбонну из-за раскола внутри католической церкви. Университеты Англии не пожелали их принимать из-за вражды с шотландцами. Местный епископ Генри Уордло подтвердил привилегии образовательного учреждения 28.02.1411 и обратился к авиньонскому папе Бенедикту XIII за буллой об основании университета. Этот документ был издан в августе 1413 года.
В 1423 году университет был взят под покровительство королём Яковом I и освобождён от налогов. К середине XVI столетия насчитывал три колледжа: Св. Спасителя (Сент-Салвейтор) (1450), Св. Леонарда (1511) и Пресв. Марии (1538). Религиозные распри XVII века, утрата Шотландией самостоятельности и конкуренция с Эдинбургским университетом нанесли большой урон качеству образования. Лишённый финансовой поддержки шотландской короны, в XVIII веке университет пришёл в упадок. Колледж Св. Леонарда закрылся, и когда город посетил в 1773 г. доктор Джонсон, он насчитал там менее сотни студентов.
В XIX веке Сент-Эндрюс стал восстанавливать свои позиции, стремясь добиться признания в качестве одного из трёх университетских городов Великобритании (наряду с Оксфордом и Кембриджем). До начала XX века университет сохранял приверженность традиционным гуманитарным предметам: философия, богословие, древние языки (древнегреческий и латынь). Из одного из колледжей университета, расположенного в Данди, в 1967 году выделился Университет Данди.

## Факультеты и школы
Университет разделён на четыре факультета: науки, искусств, медицины и теологии. Факультеты, в свою очередь, делятся на школы. Факультет науки включает в себя как естественные (биология, математика, физика и.т.д.), так и социальные (экономика) науки, у каждой из которых есть своя школа. Обучение на бакалавра длится от четырёх до пяти лет, причём первые два не влияют на уровень диплома, а после второго года студент получает приглашение от школы своей специальности на продолжение обучения, которое уже идёт на оценку.
В университете существует Центр изучения терроризма и политического насилия (англ. Centre for the Study of Terrorism and Political Violence).

## Архитектура
Здания университета разбросаны по всему городу и представляют все архитектурные стили от средневековой готики до послевоенного брутализма. Часовня св. Леонарда при одноимённом колледже — старейшее из зданий: её начали возводить ещё в 1144 году. Выдающимся памятником шотландской архитектуры считается позднеготическая часовня св. Сальватора, в которой покоится основавший её епископ Кеннеди. 

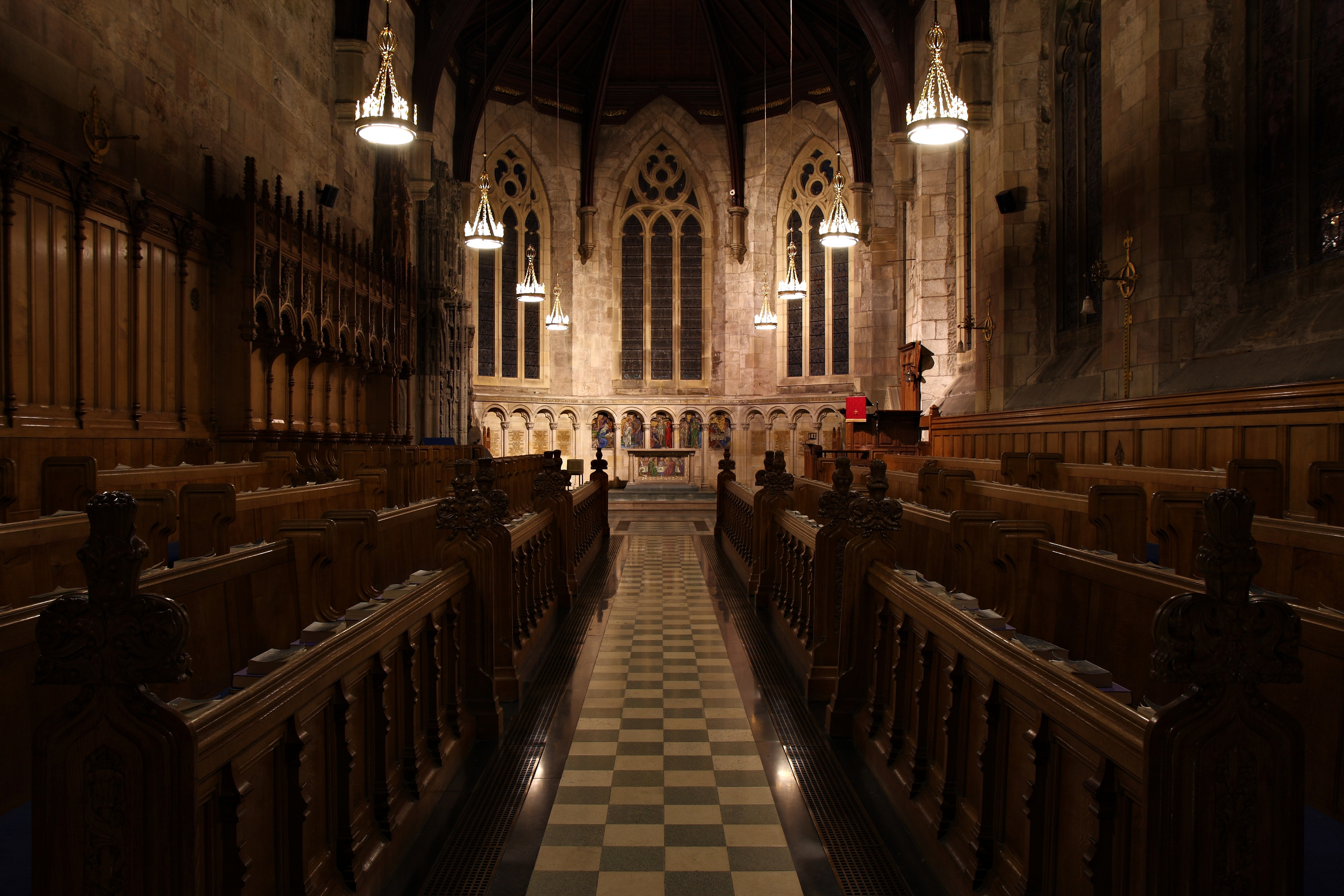
Часовня Св. Сальватора (середина XV века)

Поскольку больше половины студентов живут в общежитиях, Сент-Эндрюсский университет располагает большим фондом жилой недвижимости в диапазоне от здания XII века (там живут только аспиранты) до новостроек XXI века. В 1896 г. было введено в эксплуатацию первое в стране женское студенческое общежитие.

## Социальная жизнь
У университета есть своя радиостанция и газеты. Действует множество студенческих клубов различной специализации. Студентам предоставляется большой выбор видов спорта, включая прыжки с парашютом, дайвинг, поло, стрельбу из лука.

### Легенды и традиции
На Северной улице, около церкви, есть анаграмма PH, на которую студентам, желающим закончить обучение, нельзя становиться. По легенде, когда на этом месте сожгли протестанта, то он выкрикнул проклятие. Те же, кто всё-таки ступил на это место, должны первого мая, с рассветом (около пяти утра) войти в воды Северного моря.
Одна из традиций восходит к легенде о корабле, потонувшем у берега в 1800 году. Тогда студент университета по имени Джон Хани (en:John Honey) пять раз пускался вплавь и каждый раз приплывал обратно со спасенным человеком. С тех пор после субботней службы, студенты, облачённые в университетские красные мантии, идут по пирсу до самого конца, поднимаются по лестнице и возвращаются по стене обратно.
В университете действует Клуб Кейт Кеннеди, ежегодно устраивающий майскую процессию по главной улице города, во время которой участники надевают костюмы исторических личностей.

### Академические родители

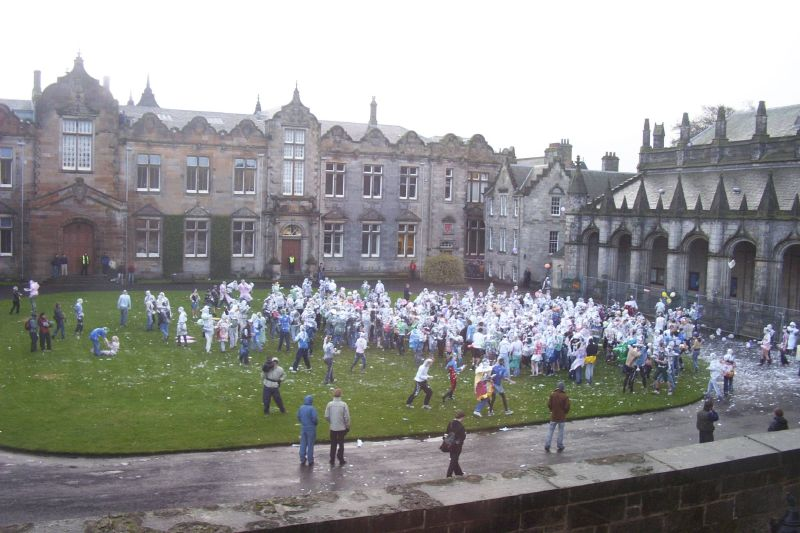
Разбрызгивание пены в «изюмные выходные» 2006 года

В университете есть так называемые академические «родители», студенты 3-4 курсов, которые берут себе в качестве «детей» первокурсников. Каждый новый студент должен выбрать себе «папу» и «маму» из числа старших студентов, которые затем будут вводить новичка в курс дела, знакомить со старшекурсниками, водить на различные вечеринки, большинство из которых происходит на квартирах. Во второй половине октября каждого года, происходит так называемый «изюмный уикэнд» (Raisin Weekend), когда в первой половине дня новички студенты идут на чаепитие к «мамам», потом по барам к «папам», а в воскресение всё заканчивается обрызгиванием друг друга пеной. Академические семьи (а у некоторых родителей бывает по 10-12 детей) позволяют студентам быстрее войти в студенческое сообщество и социализироваться.

## Знаменитые выпускники
Университет окончили король Яков II, реформатор шотландской церкви Джон Нокс, первооткрыватель логарифмов Джон Непер, вождь революции Жан-Поль Марат, изобретатель вакцинации Эдвард Дженнер, основатель делового журнала Б. Ч. Форбс, а также наследник британского престола — Уильям, принц Уэльский (равно как и его супруга, Кэтрин, принцесса Уэльская). С университетом связаны имена шести лауреатов Нобелевской премии.

## Рейтинги
Старейший университет Шотландии традиционно входит в тройку лучших в национальных рейтингах Великобритании. В 2021 году занял первое место в рейтинге лучших университетов Великобритании в рейтинге Good University Guide, таким образом став первым университетом, разрушившим продолжительное лидерство Оксфорда и Кэмбриджа на первой позиции рейтинга. Согласно мнению газеты The Guardian, университет занимает 2 место в списке лучших университетов University League Tables 2020. Издание The Times признало St Andrews университетом года, расположив его на третьей строчке в общем рейтинге университетов Good University Guide 2020. Рейтинговое агентство The Complete University Guide также расположило университет на третьей строчке своего рейтинга University League Tables 2020 .
Несмотря на лидирующие позиции в национальных рейтингах, университет занимает достаточно низкие позиции в международных рейтингах. В международном рейтинге QS World University Rankings 2020 занял лишь 100-е место. В международном рейтинге THE 2020 занял 198-е место .
Рейтинговые таблицы университетов Великобритании (Guardian, Time и Complete University Guide) основывают свои рейтинги в первую очередь на критериях отбора студентов, качестве образования и общей удовлетворенности студентов.
Таблицы мировых рейтингов (THE, QS, ARWU) уделяют большое внимание количеству исследований (research output), которое сильно увязано с бюджетом и размером университетов. Именно поэтому маленький Сент-Эндрюсский университет, имеющий около 9 тыс. студентов и обладающий достаточно скромным бюджетом (£256.6 млн. в 2020 году) и эндаументом (£96,6 млн. в 2020 году), занимает столь скромные позиции в международных рейтингах. Для сравнения, бюджет и эндаумент Оксфордского университета с 24,5 тыс. студентов, с которым Сент-Эндрюс делит лидирующие позиции в национальных рейтингах, на 2021 год составляет  £2.145 млрд. и £6.млрд соответственно.